# Bombardiranje Odese (2022)
Med južnoukrajinsko ofenzivo ruske invazije na Ukrajino leta 2022 je bilo mesto Odesa in njena okolica večkrat tarča obstreljevanja ruskih vojaških ladij v Črnem morju in zračnih napadov ruskih zračnih sil. Mesto je bilo tudi tarča ruskih manevrirnih raket.

## Časovnica
Prvi ruski zračni napadi na Odeso so se zgodili na prvi dan invazije, 24. februarja zgodaj zjutraj ter pri tem ciljali na skladišča v mestu ter radarske in protizračne obrambne sisteme v Lipecku. V napadih je bilo ubitih najmanj 22 vojakov, še 6 je bilo ranjenih. Ruski saboterji so v Odesi začeli delovati okrog 27. februarja, ko so jih ukrajinske oblasti pridržale in jim zaplenile opremo. Evakuacijski vlaki so 2. marca pričeli odvažati civiliste iz mesta proti Černivcu in Užgorodu, nadaljnji evakuacijski vlaki pa so vozili 8. marca.
2. marca ob 12.00 po lokalnem času so ruske sile obstreljevale vas Dakne severozahodno od Odese in poškodovale plinovod ter med napadom zažgale devet hiš in garažo. Temu je 3. marca sledilo obstreljevanje bližnjih vasi Zatoka in Bilenke, pri čemer je bil v slednjem napadu ubit vsaj en civilist. Ruske vojaške ladje so obstreljevale tudi ukrajinsko civilno plovilo Helt v pristanišču v Odesi, zaradi česar je potonilo.
5. marca so poročali o sestrelitvi enega ruskega Mi-8 v bližini Odese. V Odesi je bila 8. marca po prvih pritožbah civilistov v mestu, ki so se želeli pridružiti obrambnim silam, ustanovljena nova brigada teritorialnih obrambnih sil Ukrajine.
Ruski napadi v Odesi so se okrepili proti koncu marca. 21. marca zjutraj so se ruske vojaške ladje ponovno pojavile na morju in začele obstreljevati Odeso, vključno s pristaniščem, preden je ukrajinska obalna artilerija izvedla protiofenzivne baraže in jih pregnala nazaj v Črno morje. 25. marca je ukrajinska protizračna obramba trdila, da je nad Črnim morjem sestrelila tri križarske rakete, ki so bile na poti v Odeso in njeno okolico. Ukrajina je trdila, da sta bili 27. marca ob obali Odese sestreljeni še dve ruski križarski raketi. Mesto je bilo po izjavi Sergeja Bratčuka, tiskovnega predstavnika vojaške uprave Odese, pozneje pod močnim minometnim ognjem.
13. aprila sta svetovalec ukrajinskega predsednika Oleksij Arestovič in guverner Odese Maksim Marčenko povedala, da sta rusko križarko Moskva, admiralsko ladjo ruske črnomorske flote, zadeli dve protiladijski raketi Neptun in da je v nemirnem morju zagorela. Rakete so bile proti Moskvi očitno izstreljene v Odesi ali v njeni okolici (ladja se je nahajal okrog 60 do 65 navtičnih milj od obale). Rusko obrambno ministrstvo je trdilo, da je  ladja med ladijskim požarom eksplodiralo skladišče streliva in pri tem utrpela močne poškodbe, posadka pa je bila v celoti evakuirana; pri tem se na ukrajinski napad ni sklicevala. Naslednji dan je ladja med vleko do pristanišča potonila. Rusija je navedla, da je bil en mornar iz Moskve ubit, 27 jih pogrešajo, medtem ko je bilo rešenih 396 članov posadke.
Po podatkih Ukrajine je 23. aprila ruski raketni napad zadel vojaški objekt in dve stanovanjski zgradbi, pri čemer je bilo po ukrajinskih podatkih ubitih 5 civilistov, 18 pa ranjenih. Rusija je napad potrdila. Rusija je potrdila napad in navedla, da je bil tarča logistični terminal na vojaškem letališču, kjer je bilo shranjeno ameriško in evropsko orožje, podarjeno Ukrajini.
27. aprila so ruske sile napadle in uničile most Zatoka, da bi mesto Odesa odrezale stran od preostale države vzhodno od reke Dnester.
1. maja je ukrajinski predsednik Zelenski izjavil, da so ruske sile uničile novo zgrajeno vzletno-pristajalno stezo na letališču v Odesi. Ukrajinski uradniki so povedali, da so ruske sile za napad uporabile raketo Bastion. Mesto je bilo ponovno bombardirano 7. maja, ko so štiri rakete zadele civilno stavbo, dve pa mestno letališče.
Rusija je 9. maja izstrelila tri rakete Kinžal na Odeško oblast. Predsednik Evropskega sveta Charles Michel in predsednik ukrajinske vlade Denis Šmihal sta bila tak
rat v Odesi in sta se morala skriti v bombnem zaklonišču. Zvečer istega dne so ruske enote z raketami obstreljevale tri skladišča v Odesi in nakupovalni center v vasi Fontanka v bližini mesta. V skladiščih je bila ena oseba ubita, dve osebi sta bili ranjeni, v nakupovalnem središču pa so bile ranjene tri osebe.
V noči med 30. junijem in 1. julijem 2022 so bile iz strateških bombnikov Tu-22 izstreljene tri rakete Kh-22, ki so zadele 9-nadstropno stanovanjsko hišo in rekreacijski center v naselju Sergjivka v Bilgorod-Dnistrovskjem rajonu v Odeški oblasti. Uničen je bil celoten del stanovanjske stavbe. Vsaj 21 ljudi je bilo ubitih, več kot 38 pa ranjenih.